# Hilda Hidalgo
Hilda Hidalgo Xirinachs conocida como Hilda Hidalgo (Calle Blancos, Goicoechea, San José de Costa Rica, 19 de septiembre de 1970) es una cineasta costarricense.

## Biografía
Hidalgo es graduada como directora de la Escuela Internacional de Cine y Televisión de La Habana, Cuba, y ha escrito y dirigido media docena de cortometrajes de ficción y documentales. Sus historias de ficción tratan sobre el deseo, la sensualidad y lo onírico.
En 2010 se dio a conocer con su primer largometraje, Del amor y otros demonios, una coproducción costarricense-colombiana de cerca de $2,5 millones basada en la novela homónima de Gabriel García Márquez, quien le regaló los derechos de la novela mientras estudiaba cine con él en Cuba en 2003. La película tuvo proyección internacional durante ese año: compitió en la 32.ª edición del Festival Internacional del Nuevo Cine Latinoamericano de La Habana, el Festival Internacional de Cine de Moscú -también en su 32.ª edición y en uno de los festivales de cine más importantes de Asia Oriental, el Festival Internacional de Cine de Shanghái.
Violeta al fin (Costa Rica-México), su segundo largometraje, fue protagonizado por la primera actriz costarricense Eugenia Chaverri y cuenta con la participación especial del mexicano Gustavo Sánchez Parra, tuvo su estreno mundial en el Festival Internacional del Cine de Busan y se estrenó en salas de cine en Costa Rica, en noviembre del 2017 y, en México, en mayo del 2018.
Hilda Hidalgo también dirigió la Nueva Escuela de Cine y TV de la Universidad Veritas y es profesora de la Escuela de Ciencias de la Comunicación Colectiva de la Universidad de Costa Rica. Actualmente, trabaja como guionista, directora y productora independiente para su compañía Producciones La Tiorba, donde desarrolla su tercer largometraje, titulado Niñas.

## Carrera
Sus películas han participado en los festivales de Turquía, Colonia, Cuba, Cartagena, Rímini, Créteil, Ámsterdam, San Francisco y Chicago, entre otros. Su cortometraje, "La Pasión de Nuestra Señora" (1998), ganó el premio al mejor corto en el "Festival de Cine Latino San Francisco-Marin", Estados Unidos en el 2000 y el documental "Polvo de Estrellas" (2001) recibió el "Círculo precolombino de oro" al "Mejor documental sobre arte" en el Festival Internacional de Cine de Bogotá de 2004.
En el 2003 escribió Estación Violenta, su primer guion de largometraje, recibió el Premio al Mejor Argumento en la 10+1 Muestra de Cine y Video Costarricense y ganó una beca de la Fundación Carolina y Casa de América al primer “Taller de Proyectos Cinematográficos Iberoamericanos” bajo la tutoría de la guionista Paz Alicia Garciadiego.

### Largometrajes
En 2009 estrena su primer largometraje, “Del amor y otros demonios” basado en la novela homónima de Gabriel García Márquez de 1994 tras recibir los derechos de la obra del mismo autor en 2003. El film se centra en la historia de amor de la niña de 13 años, Sierva María, parte de la aristocracia colonial. Está ambientada en el siglo XVIII en Cartagena de Indias, donde fue rodada. El Nobel de Literatura, García Márquez, se mostró satisfecho con la adaptación de su obra.
La película participó en festivales de cine en Cuba, Moscú y China. Además, representó a Costa Rica en la 25.ª edición de los Premios Goya en España y en la 83° edición de los premios Oscar de Hollywood en la categoría de "Mejor película extranjera" nominada por el Centro de Cine del país. También participó en el "Festival de Cine Los Ángeles" en California, Estados Unidos, el "Festival Internacional de Cine de Pusan" en Corea del Sur y el "Festival de Cine de Taipéi" en Taiwán.
Su segundo largometraje, Violeta al fin una historia intimista sobre una mujer de la tercera edad y las oportunidades que se presentan en este periodo. Para esta historia la directora se basó en la fotografía de su madre. El proyecto obtuvo, en 2013, $100 mil del "Fondo Ibermedia" en la categoría de Coproducción. En 2015 recibió apoyo del FAUNO, el primer fondo estatal de fomento para cine en Costa Rica. El filme es protagonizado por la también costarricense Eugenia Chaverri, rodado en barrios tradicionales de la ciudad de San José.

### Trabajos
- 1991 La niña en los naranjos (cortometraje)
- 1992 A punto de (documental)
- 1993 Sacramento (cortometraje)
- 1995 Historia de las mareas (documental)
- 1997 Bajo el límpido azul de tu cielo (documental)
- 1997 El Barrio (serie de televisión)
- 1998 La Pasión de Nuestra Señora (cortometraje)
- 2000 Plaza Siglo XX1 (serie de televisión)
- 2001 Polvo de Estrellas (documental)
- 2002 Rio+10/4= (documental)
- 2004 La casa de Bernarda Alba (videodanza)
- 2009 Del amor y otros demonios (largometraje)
- 2017 Violeta al fin (largometraje).